# Bologna (métro de Rome)
Pour les articles homonymes, voir Bologna (homonymie).
Bologna est une station de la ligne B du métro de Rome. Elle tient son nom de sa proximité avec la Piazza Bologna.

## Situation sur le réseau
Établie en souterrain, la station de bifurcation Bologna est située sur la ligne B du métro de Rome, entre les stations Tiburtina, en direction de Rebibbia, ou Sant'Agnese - Annibaliano, en direction de Jonio (B1), et Policlinico, en direction de Laurentina.

## Histoire
La station a été inaugurée en décembre 1990. À partir d'octobre 2005, elle a vu les débuts des travaux de la création de la branche nord-ouest de la ligne B1 qui a ouvert le 13 juin 2012.

## À proximité
- La villa Torlonia